# El Fantasma (cantante)
Alexander García (San José de Cañas, Durango, 2 de diciembre de 1989), mejor conocido por su nombre artístico El Fantasma, es un cantante, compositor y músico mexicano de música regional mexicana. Es especialmente famoso por sus corridos.

## Biografía y carrera
Alexander García nació en San José de Cañas, Durango. Trabajó como jardinero durante seis años antes de convertirse en cantante.
Interpreta música regional mexicana; especialmente canciones de corridos sobre gente trabajadora. En las redes sociales, los fanáticos lo apodan "El Rey del Underground". Su apodo comenzó porque sus amigos y familiares le llaman El Fanta. Fue finalista de los Premios Billboard de la Música Latina 2019.
En 2019, su sencillo "Encantadora" se ubicó en el puesto número 1 en el Airplay Regional Mexicano. El 14 de agosto de 2021, su sencillo "Soy Buen Amigo" también se ubicó en el puesto número 1 en el Airplay Regional Mexicano, y además también se ubicó en el puesto 27 en Hot Latin Songs. En octubre de 2023, apareció en "GDL", canción con Fuerza Regida, perteneciente a su álbum Pa Las Baby's y Belikeada.

## Discografía
- 2016 "Equipo armado"
- 2017 "En el camino"
- 2018 "Dolor y amor"
- 2019 "El circo"
- 2020 "Puerta abierta" y "Guárdame esta noche"
- 2023 "Entre amigos"